# پیپت پونایی
پیپت پونایی (نام علمی: Anthus brevirostris) گونه‌ای از پرندگان تیرهٔ دم‌جنبانکان (Motacillidae) بومی آمریکای جنوبی است. گاهی آن را زیرگونه‌ای از پیپیت نوک‌کوتاه در نظر می‌گیرند.